# Electra Heart
Electra Heart ist das zweite Studioalbum der britischen Musikerin Marina Diamandis, bekannt unter ihrem Künstlernamen Marina and the Diamonds. Es erschien im April 2012 und avancierte zum Nummer-eins-Erfolg.

## Hintergrund
Während ihrer Tour im Jahr 2010 gab Diamandis bekannt, dass sie mit den Arbeiten an ihrem zweiten Studioalbum begonnen habe. Der Song Living Dead war der erste neue Song, den sie für das Album schrieb und aufnahm. Im August 2011 veröffentlichte sie auf ihrem YouTube-Kanal ein Video mit dem Namen Part 1: Fear and Loathing. Das Video wurde von Caspar Balslev gedreht. Zwei Wochen später, am 22. August 2011 folgte ein ebenfalls von Casper Balslev gedrehtes Video mit dem Namen Part 2: Radioactive. Ein weiteres Video, Part 3: The Archetypes folgte am 15. Dezember 2011. Außerdem veröffentlichte sie am 20. November 2011 auf ihrem Kanal eine Demoversion des Songs Starring Role sowie am 27. Februar 2012 den Song Homewrecker. Außerdem wurden schon lange vor der Veröffentlichung des Albums gegen ihren Willen im Internet Demoversionen der Songs Living Dead, Sex Yeah sowie Power & Control hochgeladen.
Am 1. März 2012 verkündete sie über Twitter und Facebook die Titelliste des Albums sowie dessen Frontcover. Am 5. März gab sie schließlich die vier Bonustracks der Deluxeversion bekannt.
Kurz vor Erscheinen des Albums veröffentlichte sie auf Wunsch ihrer Fans auf ihrer Homepage digital eine Mini-EP, die Primadonna Exclusive Acoustic EP, welche die Songs Primadonna, Starring Role, Lies und Homewrecker als Akustikversion enthält. Das Album selbst erschien schließlich am 27. April 2012 (Katalognummer: 5053105215522). Die Originalausführung erschien als CD und Download mit zwölf Titeln. Am 10. Juli 2012 erschien das Album mit einer leicht veränderten Songliste auch in Amerika. So befindet sich auf der Standardversion der Song Sex Yeah, einer der vier Bonussongs der europäischen Version, sowie Radioactive und ein neuer Song mit dem Namen How to Be a Heartbreaker. Die Songs Living Dead, Lonely Hearts Club sowie Buy the Stars befinden sich nicht mehr auf dem Album. Am 11. Dezember 2015 erschien es erstmals als LP-Ausführung.

## Konzept und Einfluss
Während eines Interviews erklärte Diamandis, dass das Album wie eine Erzählung sei, welche Ähnlichkeiten mit einem Americana-Film der 1970er Jahre habe. Das ganze Album ist rund um den Titelcharakter Electra Heart aufgebaut, welche aber laut der Sängerin kein Alter Ego sei, sondern eher eine Methode, um Teile des American Dreams mit Inhalten der griechischen Tragödie bildlich darzustellen. Die Songs des Albums werden in verschiedene Archetypen unterteilt, die Primadonna, der Homewrecker (deutsch Ehebrecher), das Teen Idle (Wortspiel mit Teenie-Idol und dem Adjektiv idle, zu Deutsch etwa fauler Jugendlicher) sowie die Su-Barbie-A (stilisierte Form von Suburbia, zu Deutsch etwa Vorstadt-Barbie). Diese vier Typen repräsentieren Diamandis’ eigene Ansichten über die Facetten der weiblichen Persönlichkeit. Die Idee, die Songs des Albums rund um den Charakter Electra Heart und den vier Archetypen aufzubauen, kam ihr während der Zeit, als sie nach Veröffentlichung von The Family Jewels in den USA auf Tournee war. Als Inspirationen für das Album gab sie Künstlerinnen wie Madonna und Marilyn Monroe an, aber auch Marie-Antoinette.

## Promotion
Electra Heart wurde durch eine elfteilige Serie Videos begleitet. Diese wurden im Zeitraum zwischen August 2011 und August 2013 veröffentlicht. Das erste Video zum Albumsong Fear & Loathing wurde am 8. August 2011 veröffentlicht. Das letzte Video, welches zu dem bisher unveröffentlichten, zum Album gleichnamigen Song Electra Heart gehört, wurde genau zwei Jahre später veröffentlicht. Mit diesem Video wurde die Albumära abgeschlossen. Die weiteren Teile sind:
1. Fear & Loathing (8. August 2011)
2. Radioactive (22. August 2011)
3. The Archetypes (15. Dezember 2011)
4. Primadonna (12. März 2012)
5. Su-Barbie-A (18. Mai 2012)
6. Power & Control (30. Mai 2012)
7. How to Be a Heartbreaker (28. September 2012)
8. E.V.O.L (14. Februar 2013)
9. The State of Dreaming (2. März 2013)
10. Lies (17. Juli 2013)
11. Electra Heart (8. August 2013)

Anmerkungen
- Bei E.V.O.L handelt es sich um ein unveröffentlichtes Lied aus den Aufnahmesessions des Albums. Es wurde zudem als Gratisdownload am Tag der Veröffentlichung des Videos bereitgestellt.

## Titelliste

### Standard-Edition
1. Bubblegum Bitch (Marina Diamandis, Rick Nowels) – 2:34
2. Primadonna (Diamandis, Julie Frost, Lukasz Gottwald, Henry Walter) – 3:41
3. Lies (Diamandis, Gottwald, Walter, Wesley Pentz) – 3:46
4. Homewrecker (Diamandis, Nowels) – 3:22
5. Starring Role (Diamandis, Greg Kurstin) – 3:27
6. The State of Dreaming (Diamandis, Nowels, Devrim Karaoğlu) – 3:36
7. Power & Control (Diamandis, Steve Angello) – 3:46
8. Living Dead (Diamandis, Kurstin) – 4:04
9. Teen Idle (Diamandis) – 4:14
10. Valley of the Dolls (Diamandis, Nowels, Karaoğlu) – 4:13
11. Hypocrates (Diamandis, Nowels) – 4:01
12. Fear and Loathing (Diamandis) – 6:07

### Deluxe-Edition
Die Deluxe-Edition enthält vier weitere Songs sowie die Videos zu Radioactive und Primadonna.
13. Radioactive (Diamandis, Clyde Narain, Fabian Lenssen, Mikkel S. Eriksen, Tor Erik Hermansen) – 3:47
14. Sex Yeah (Diamandis, Kurstin) – 3:46
15. Lonely Hearts Club (Diamandis, Ryan McMahon, Ryan Rabin) – 3:01
16. Buy the Stars (Diamandis) – 4:47
17. Radioactive [Video] – 3:48
18. Primadonna [Video] – 3:47
Außerdem ist es möglich, mit der CD online weiteres Bonusmaterial freizuschalten. Es sind enthalten:
- Lies (Acoustic) [Video] – 4:07
- Primadonna (Benny Benassi Remix) – 3:55
- Primadonna (Kat Krazy Remix) – 3:39

### US-Standardversion
1. Bubblegum Bitch (Marina Diamandis, Rick Nowels) – 2:34
2. Primadonna (Diamandis, Julie Frost, Lukasz Gottwald, Henry Walter) – 3:41
3. Lies (Diamandis, Gottwald, Walter, Wesley Pentz) – 3:46
4. Homewrecker (Diamandis, Nowels) – 3:22
5. Starring Role (Diamandis, Greg Kurstin) – 3:27
6. The State of Dreaming (Diamandis, Nowels, Devrim Karaoğlu) – 3:36
7. Power & Control (Diamandis, Steve Angello) – 3:46
8. Sex Yeah (Diamandis, Kurstin) – 3:46
9. Teen Idle (Diamandis) – 4:14
10. Valley of the Dolls (Diamandis, Nowels, Karaoğlu) – 4:13
11. Hypocrates (Diamandis, Nowels) – 4:01
12. How to Be a Heartbreaker (Diamandis, Gottwald, Benjamin Levin, Ammar Malik, Walter, Daniel Omelio) – 3:50
13. Fear and Loathing (Diamandis) – 6:07
14. Radioactive (Diamandis, Clyde Narain, Fabian Lenssen, Mikkel S. Eriksen, Tor Erik Hermansen) – 3:47

### US-Deluxeversion
Auf der US-amerikanischen Deluxeversion befinden sich Remixe von Primadonna und Power & Control sowie die Musikvideos zu Primadonna und Radioactive.
15. Primadonna (Burns Remix) – 4:29
16. Power & Control (Michael Woods Remix) – 6:38
17. Primadonna [Video] – 3:47
18. Radioactive [Video] – 3:48

## Singleauskopplungen
Als erstes wurde der Song Radioactive, produziert von Stargate, DJ Chuckie und Lenssen als Promo-Single am 30. September 2011 in Großbritannien digital veröffentlicht. Die Single enthält neben der Radioversion sechs weitere Remixe des Songs. In Großbritannien erreichte der Song Platz 25 der Charts. Das dazugehörige Video, welches von Caspar Balslev gedreht wurde, feierte seine Premiere am 22. August 2011 auf dem offiziellen YouTube-Kanal von Diamandis. Die deutsche Veröffentlichung erfolgte am 7. Oktober 2011, der Song konnte sich allerdings nicht in den Charts platzieren. Radioactive ist nur auf der Deluxe-Version des Albums zu finden.
Als erste offizielle Single wurde am 16. April 2012 Primadonna, produziert von Dr. Luke und Cirkut, im Vereinigten Königreich veröffentlicht. Die Radiopremiere erfolgte am 12. März 2012. Er erreichte Platz 11 der Charts, was die bisher beste Singleplatzierung der Künstlerin ist. Die deutsche Veröffentlichung erfolgte am 18. Mai 2012. Der Regisseur des Videos, welches in Kopenhagen gedreht wurde, war wieder Caspar Balslev. Die Premiere des Videos fand am selben Tag statt wie die Radiopremiere. Auf ihrem YouTube-Kanal wurde am 19. März 2012 eine Akustik-Version des Songs hochgeladen.
Am 2. Mai 2012 wurde bekannt gegeben, dass der Song Power & Control die zweite Single werden wird, welche am 23. Juli in Großbritannien erscheinen soll. Das Video, erneut von Casper Balslev gedreht, feierte seine Premiere am 31. Mai 2012.
Am 3. Juli 2012 wurde der Song How to Be a Heartbreaker, welcher sich vorerst nur auf der US-amerikanischen Version des Albums befand, als dritte Single in Großbritannien sowie als zweite Single in den USA bekannt gegeben. Die Single wurde am 7. Dezember 2012 veröffentlicht.
Singles in den Charts

| Jahr | Titel                    | Höchstplatzierung, Gesamtwochen, AuszeichnungChartplatzierungen (Jahr, Titel, , Platzierungen, Wochen, Auszeichnungen, Anmerkungen) | Höchstplatzierung, Gesamtwochen, AuszeichnungChartplatzierungen (Jahr, Titel, , Platzierungen, Wochen, Auszeichnungen, Anmerkungen) | Höchstplatzierung, Gesamtwochen, AuszeichnungChartplatzierungen (Jahr, Titel, , Platzierungen, Wochen, Auszeichnungen, Anmerkungen) | Höchstplatzierung, Gesamtwochen, AuszeichnungChartplatzierungen (Jahr, Titel, , Platzierungen, Wochen, Auszeichnungen, Anmerkungen) | Anmerkungen                               |
| Jahr | Titel                    | DE | AT | CH | UK | Anmerkungen                               |
| ---- | ------------------------ | --- | --- | --- | --- | ----------------------------------------- |
| 2011 | Radioactive              | — | — | — | UK25 (3 Wo.)UK | Promoveröffentlichung: 23. September 2011 |
| 2012 | Primadonna               | DE18 (16 Wo.)DE | AT3 Gold · (24 Wo.)AT | CH16 (17 Wo.)CH | UK11 Platin · (14 Wo.)UK | Erstveröffentlichung: 20. März 2012       |
| 2013 | How to Be a Heartbreaker | — | — | — | UK88 Silber · (1 Wo.)UK | Erstveröffentlichung: 16. Februar 2013    |

## Kommerzieller Erfolg

### Chartplatzierungen
Electra Heart avancierte zum Nummer-eins-Erfolg in Irland und dem Vereinigten Königreich.
| ChartsChartplatzierungen       | Höchstplatzierung | Wochen |
| ------------------------------ | ----------------- | ------ |
| Deutschland (GfK)              | 17 (5 Wo.)        | 5      |
| Österreich (Ö3)                | 25 (5 Wo.)        | 5      |
| Schweiz (IFPI)                 | 11 (12 Wo.)       | 12     |
| Vereinigte Staaten (Billboard) | 31 (2 Wo.)        | 2      |
| Vereinigtes Königreich (OCC)   | 1 (12 Wo.)        | 12     |

### Auszeichnungen für Musikverkäufe
| Land/Region                  | Auszeichnungen für Musikverkäufe (Land/Region, Auszeichnung, Verkäufe) | Verkäufe |
| ---------------------------- | ---------------------------------------------------------------------- | -------- |
| Irland (IRMA)                | Gold                                                                   | 7.500    |
| Vereinigte Staaten (RIAA)    | Gold                                                                   | 500.000  |
| Vereinigtes Königreich (BPI) | Gold                                                                   | 100.000  |
| Insgesamt                    | 3× Gold ·                                                              | 607.500  |